# Sint-Barbarakerk (Hurwenen)

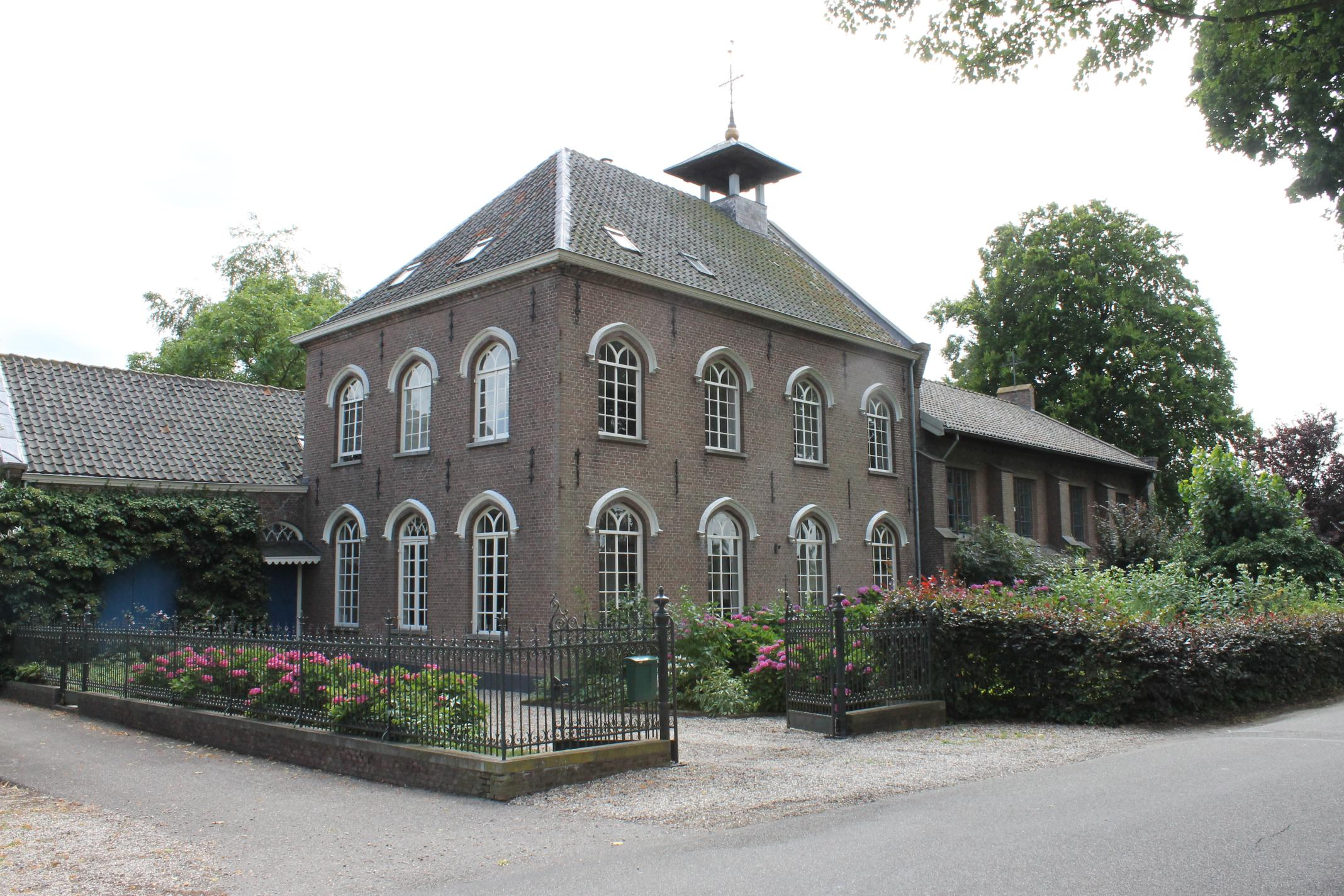
Sint-Barbarakerk

De Sint-Barbarakerk was tot eind 1975 de parochiekerk van Hurwenen. De voormalige kerk is gelegen aan Dorpsstraat 11.
In 1854 werd een Sint-Barbarakerk gebouwd in de stijl van de zogenaamde Willem II-gotiek. De kerk werd verwoest in 1945. Het restant van de kerk werd in 1947 hersteld en van een nieuwe aanbouw voorzien. Het aldus ontstane kerkje werd gebruikt tot 28 december 1975. Daarna kerkten de katholieken van Hurwenen in Rossum in de HH Martinus- en Barbarakerk, tot in 2016 ook deze kerk gesloten werd.
De kerk is geklasseerd als gemeentelijk monument.